# Bryan, Ohio
Bryan är en stad i den amerikanska delstaten Ohio med en yta av 14,4 km² och en folkmängd som uppgår till 8 545 invånare (2010). Bryan är administrativ huvudort i Williams County.

## Kända personer från Bryan
- Terence T. Henricks, astronaut